# Горский сельский округ (Одинцовский район)
Горский сельский округ — упразднённая административно-территориальная единица, существовавшая на территории Одинцовского района Московской области в 1994—2006 годах.
Горский сельсовет был образован 30 сентября 1960 года в составе Звенигородского района Московской области путём выделения из упразднённого Усовского с/с Красногорского района. В состав сельсовета вошли селения Большое Сареево, Горки-2, Знаменское, Лайково, Лызлово и Малое Сареево.
1 февраля 1963 года Звенигородский район был упразднён и Горский с/с вошёл в Звенигородский сельский район. 11 января 1965 года Горский с/с был передан в новый Одинцовский район.
3 февраля 1994 года Горский с/с был преобразован в Горский сельский округ.
В ходе муниципальной реформы 2004—2005 годов Горский сельский округ прекратил своё существование как муниципальная единица. При этом все его населённые пункты были переданы в сельское поселение Горское.
29 ноября 2006 года Горский сельский округ исключён из учётных данных административно-территориальных и территориальных единиц Московской области.